# Carolyn Parker
Carolyn Beatrice Parker (18 de novembre de 1917 - 17 de març de 1966) va ser una física estatunidenca que va treballar del 1943 al 1947 en el Projecte Dayton, el braç de recerca i desenvolupament del plutoni del Projecte Manhattan. Després va esdevenir professora ajudant de física a la Fisk University.

## Educació i primers anys
Carolyn Beatrice Parker va néixer a Gainesville, Florida el 18 de novembre de 1917. El seu pare era Julius A. Parker, un metge que, segons la família, era un estudiant de John Kenneth Galbraith i el segon afroamericà en obtenir un doctorat en empresarials per Harvard. La seva mare va ser Della Ella Murrell Parker, germana de Joan Murrell Owens, un biòloga marína i una de les primeres dones afroamericanes a rebre un doctorat en geologia.
Carolyn Parker es va graduar magna cum laude amb un A.B. (Llicenciatura en Arts) per la Fisk University el 1938 i després un A.M. (Master of Arts) en matemàtiques per la Universitat de Michigan el 1941.
Va fer estudis addicionals entre 1946 i 1947 a la Universitat Estatal d'Ohio, cap al final de la seva implicació amb el Projecte Dayton. Va obtenir un màster en física del Massachusetts Institute of Technology (MIT) el 1951. La família de Parker va informar que havia completat el treball del seu doctorat en física al MIT al voltant de 1952 o 1953, però la mort a causa de la leucèmia li va impedir defensar la seva dissertació.
És la primera dona afroamericana coneguda que ha obtingut un postgrau en física

## Carrera
Parker va ensenyar a les escoles públiques de Rochelle (Florida) en el període 1938-1939, a Gainesville (Florida) el 1939-1940, i a Newport News (Virginia) el 1941-1942. Va ser instructora en física i matemàtiques al Bluefield State College el curs 1942-1943.
De 1943 a 1947, Parker va participar com a investigadora en el projecte Dayton, a la base de la Força Aèria Wright-Patterson a Dayton (Ohio). El Projecte Dayton va formar part del Projecte Manhattan per desenvolupar armes atòmiques durant la Segona Guerra Mundial i més tard durant la Guerra Freda. La companyia química Monsanto va liderar treballs d'investigació secrets sobre l'ús del poloni com a iniciador per a explosions atòmiques. La germana de Parker, Juanita Parker Wynter, va revelar en una entrevista que el seu treball era "tan secret que no podia discutir-ho ni amb nosaltres, la seva família".
El 1947, Parker es va convertir en Professora de física a la Universitat de Fisk a Tennessee.
Parker va ser membre de l'Institute of Radio Engineers, l'American Physical Society.

## Vida personal
La família de Parker va informar que Carolyn Parker va morir de leucèmia, que creuen que va ser induïda per l'exposició a la radiació. La leucèmia es considera un risc laboral per l'exposició al poloni. Els treballadors del Projecte Dayton tenien proves setmanals per a controlar l'excreció del poloni. L'any 2000, l'Energy Employees Occupational Illness Compensation Program incloïa la leucèmia com a malaltia compensable per als treballadors del Projecte Dayton que estaven o havien estat supervisats periòdicament per nivells de poloni i foren empleats durant un cert temps.
Parker va morir a Gainesville, Florida el 3 de març de 1966 a l'edat de 47 anys.